# Воскресный айнтопф

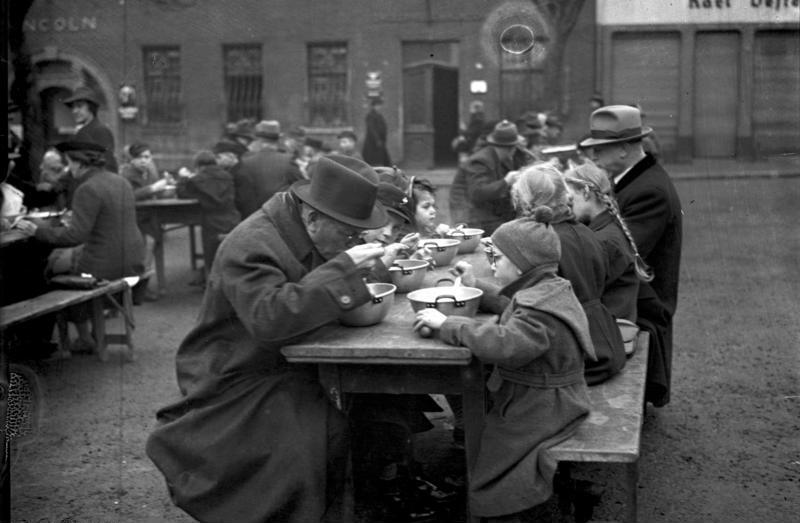
Коллективный обед с айнтопфом в пользу «Зимней помощи». Вормс, 1938

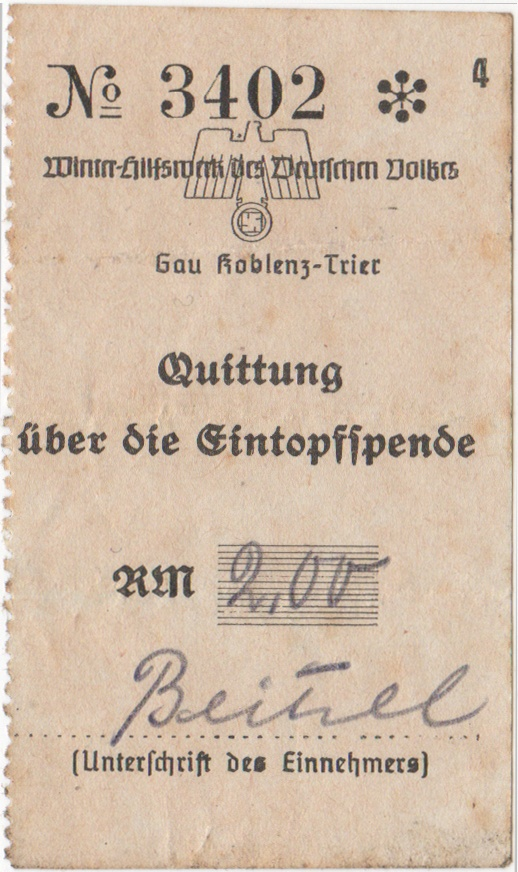
Квитанция об оплате взноса с айнтопфа. Гау Кобленц-Трир, 1933

«Воскресный айнтопф» (нем. Eintopfsonntag) — пропагандистская акция, проводившаяся в гитлеровской Германии с 1 октября 1933 года в целях единения нации, а также для ослабления испытываемого в стране дефицита жиров, для преодоления которого требовались значительные средства в иностранной валюте.
По решению имперского правительства от 13 сентября 1933 года, в одно из воскресений месяца с октября по март в каждом немецком домохозяйстве на обед следовало подавать только айнтопф. Экономия в расходах на такой обед по сравнению с обычным воскресным обедом устанавливалась сверху в размере 50 пфеннигов, которые передавались в пользу «Зимней помощи» местным ответственным активистам НСДАП в ходе поквартирных обходов. Экономия средств на айнтопфе вместо обычного воскресного обеда могла составлять и больше, например, благодаря рецепту айнтопфа на четыре порции в 1933 году можно было сэкономить 1,18 рейхсмарки.
Рецепты айнтопфа публиковались в газетах, популярная автор кулинарных книг Эрна Хорн выпустила специальный сборник рецептов айнтопфа. В Гамбурге 4 февраля 1934 года около 65 % всех домохозяйств внесли взносы с айнтопфа на сумму 104 200 рейхсмарок. Зимой 1935/36 годов благодаря «воскресному айнтопфу» было собрано 31 млн рейхсмарок, что было сравнимо с доходом, получаемым «Зимней помощью» от сборов пожертвований на улице. Пропаганда прославляла «действенный германский социализм».
Руководство нацистского режима ввело в практику коллективные обеды с айнтопфом и использовала их в пропагандистских целях. По мнению Гитлера и Геббельса, воскресный айнтопф — не только материальный взнос, но и духовный вклад в народное единение. Недостаточно платить взнос с айнтопфа и поедать свой обычный воскресный обед. Воскресным айнтопфом весь германский народ должен принести сознательную жертву в помощь нуждающимся соотечественникам. Газета Kasseler Post в октябре 1934 года публиковала установленные даты «воскресных айнтопфов» и допускавшиеся для их приготовления рецепты: гороховый айнтопф с колбасой, свиным ухом или солониной, айнтопф с говядиной и макаронами или овощной айнтопф с мясом. Все предприятия общественного питания в Касселе в дни «воскресного айнтопфа» подразделялись на три класса с соответствующими ценовыми категориями: 70 пфеннигов, 1 рейхсмарка или 2 рейхсмарки с порции айнтопфа. В подтверждение уплаты взноса с айнтопфа посетители получали пронумерованную квитанцию.
По мнению немецкого историка Норберта Фрая, «регулярные приёмы простой пищи» в какой-то мере сберегали ресурсы народного хозяйства, но гораздо важнее в Третьем рейхе была их «социально-психологическая цель»: «воскресный айнтопф» выступал образцом национал-социалистского «народного воспитания» и внушал коллективную жертвенность. Послание «воскресного айнтопфа» — народное единение существует, и все в нём участвуют. Во Вторую мировую войну понятие «воскресного айнтопфа» исчезло. Вместо него в «Зимней помощи» было введено понятие «жертвенного воскресенья».
Во франкистской Испании в 1936—1942 годы проводилась акция «День одного блюда», организованная по образцу «воскресного айнтопфа».